# Мізері-Куртьйон
Мізері-Куртьйон (фр. Misery-Courtion) — громада  в Швейцарії в кантоні Фрібур, округ Зее.

## Географія
Громада розташована на відстані близько 31 км на захід від Берна, 9 км на північний захід від Фрібура.
Мізері-Куртьйон має площу 11,4 км², з яких на 7,2% дозволяється будівництво (житлове та будівництво доріг), 75,6% використовуються в сільськогосподарських цілях, 16,9% зайнято лісами, 0,3% не є продуктивними (річки, льодовики або гори).

## Демографія
2019 року в громаді мешкало 2116 осіб (+41,6% порівняно з 2010 роком), іноземців було 27,9%. Густота населення становила 186 осіб/км².
За віковим діапазоном населення розподілялося таким чином: 25,1% — особи молодші 20 років, 62,3% — особи у віці 20—64 років, 12,6% — особи у віці 65 років та старші. Було 812 помешкань (у середньому 2,6 особи в помешканні).
Із загальної кількості 423 працюючих 65 було зайнятих в первинному секторі, 95 — в обробній промисловості, 263 — в галузі послуг.